# The Latin Library
The Latin Library es una página web que recopila textos latinos (bien sean romanos, medievales o los denominados 'Neo-Latin') de dominio público.  La dirige William L. Carey, profesor adjunto de Latín y Derecho Romano en la Universidad George Mason .  Los textos han sido extraídos de diferentes fuentes, no están destinados a fines de investigación y pueden contener errores. No hay traducciones en la página.